# João Nuno Pinto

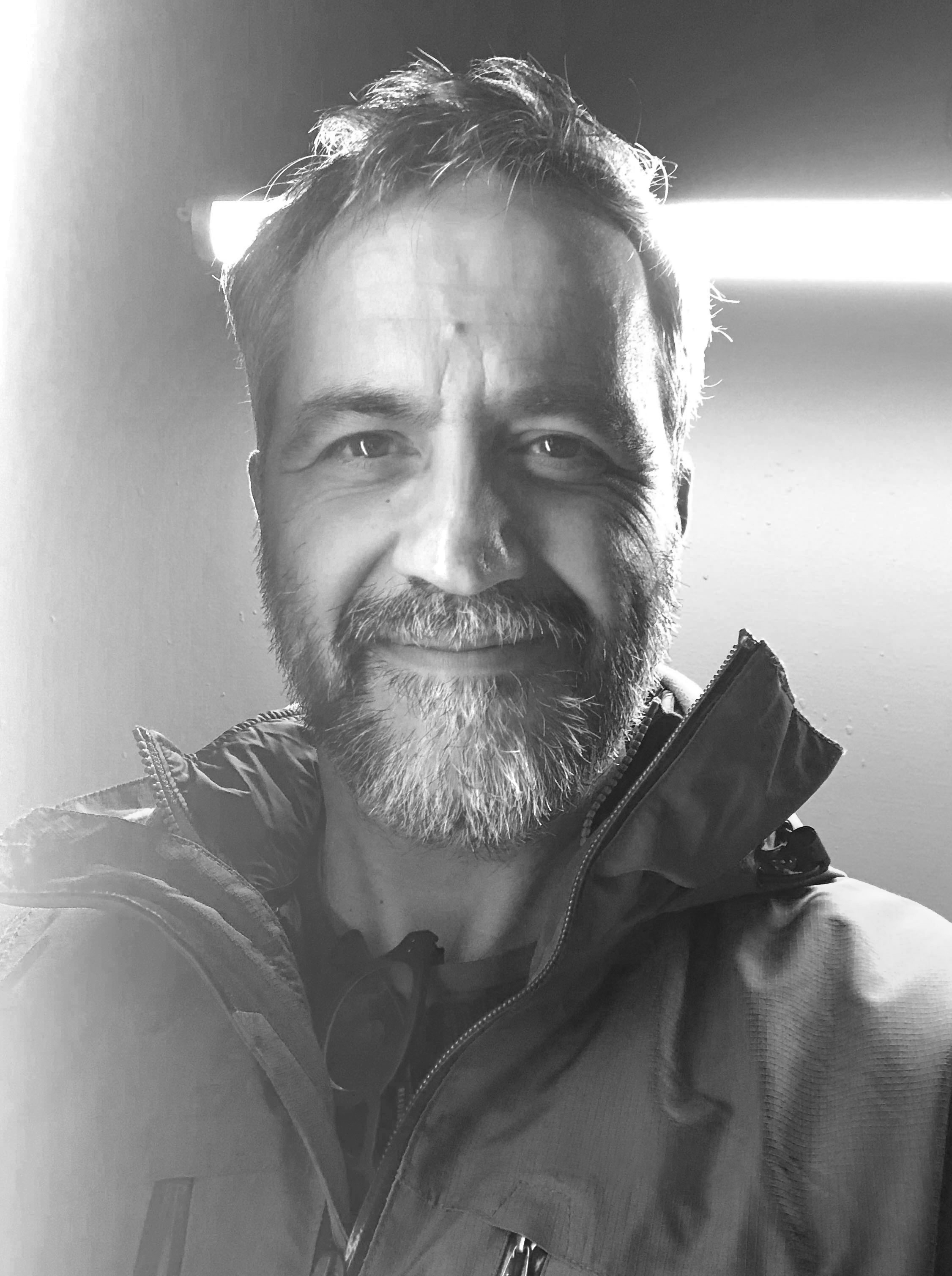
João Nuno Pinto

João Nuno Pinto (Maputo, 13 de Setembro de 1969) é um cineasta português.

## Filmografia
- 2008 - Skype Me
- 2010 - América
- 2020 - Mosquito[2]
- 2022 - Causa Própria

### Filmes
- 2010 - América
- 2020 - Mosquito[2]

### Televisão
- 2022 - Causa Própria

## Clípes de Música
- 2014 - Keaton Henson: Don’t Swim